# Municipio de Franklin (condado de Adams, Ohio)
El municipio de Franklin (en inglés: Franklin Township) es un municipio ubicado en el condado de Adams en el estado estadounidense de Ohio. En el año 2010 tenía una población de 1110 habitantes y una densidad poblacional de 7,9 personas por km².

## Geografía
El municipio de Franklin se encuentra ubicado en las coordenadas 38°58′52″N 83°20′14″O / 38.98111, -83.33722. Según la Oficina del Censo de los Estados Unidos, el municipio tiene una superficie total de 140.45 km², de la cual 140,15 km² corresponden a tierra firme y (0,22 %) 0,3 km² es agua.

## Demografía
Según el censo de 2010, había 1110 personas residiendo en el municipio de Franklin. La densidad de población era de 7,9 hab./km². De los 1110 habitantes, el municipio de Franklin estaba compuesto por el 97,66 % blancos, el 0,72 % eran afroamericanos, el 0,09 % eran amerindios, el 0,27 % eran asiáticos, el 0,18 % eran de otras razas y el 1,08 % eran de una mezcla de razas. Del total de la población el 0,9 % eran hispanos o latinos de cualquier raza.